# Campizze
Campizze is een plaats (frazione) in de Italiaanse gemeente Rotondi.